# The Sex and Violence Family Hour
The Sex and Violence Family Hour é uma comédia do sexo de 1980 estrelando Jim Carrey em sua estréia de cinema. O filme é sobre uma mistura de sátiras sexuais como O Salame Grande, A Explosão de Sacanagem e Couro e Correntes.